# 学校法人白百合学園 (栃木県)
学校法人白百合学園（がっこうほうじんしらゆりがくえん）とは、栃木県足利市を中心に幼稚園・専修学校などを運営している。
函館や仙台や東京をはじめ全国各地に「白百合学園高等学校」を展開する学校法人白百合学園 （東京都）と同名であるが、同法人とは無関係である。

## 沿革
- 1952年 - 栃木県認可の各種学校として白百合洋裁学院を開校。
- 1967年 - 学校法人白百合学園として法人化、足利ドレスメーカー女学院を開校。
- 1972年 - 足利服飾専門学校に改称。
- 1979年 - 足利しらゆり幼稚園を設立。
- 1982年 - 電子計算機研究部門が独立し、新たに足利コンピュータ学院を開設。
- 1983年 - 白百合学園服飾専門学校にプログラマー養成科新設、日本産業専門学校と改称する。
- 1985年 - 足利コンピュータアンドデザイン専門学校と校名を改称し、計7学科を設置する。
- 1988年 - 足利コンピュータアンドデザイン専門学校の情報システム開発部門を分離、株式会社ソフトウェア研究所を高崎市に設立。
- 1992年 - 群馬県認可により群馬県太田市に学校法人太田アカデミーを設立。足利コンピュータアンドデザイン専門学校のコンピュータ・ビジネス関連学科が分離独立し、太田情報商科専門学校を開校。
- 1994年 - 足利コンピュータアンドデザイン専門学校、足利デザイン工科専門学校に名称変更。
- 1996年 - 現在地に校舎移転。
- 1997年 - 厚生省認可により、栃木県足利市に学校法人白百合学園、両毛医療福祉専門学校を開校。愛知産業大学短期大学と併修校となる。
- 1999年 - Pre-Lifestyle科を新設。
- 2000年 - 厚生労働省認可 美容科 昼間課程 新設。
- 2003年 - 美容科 昼間課程募集定員を80名から120名に増員。足利デザイン工科専門学校2号館新設。
- 2005年 - 校名を足利デザイン・ビューティ専門学校に改称。
- 2006年
  - 両毛医療福祉専門学校が足利介護福祉専門学校に校名を改称。
  - 足利デザイン・ビューティ専門学校同敷地に3号館新設。
  - 別敷地に実習棟新設。
- 2009年 - 足利デザイン・ビューティ専門学校にパティシエ科新設。
- 2014年 - 足利デザイン・ビューティ専門学校のパティシエ科を足利介護福祉専門学校に移管、足利介護福祉専門学校を足利製菓福祉専門学校に校名変更。
- 2016年
  - 足利デザイン・ビューティ専門学校の美容総合科[1]、ファッションデザイン科[2]が職業実践専門課程に認定。
  - 足利製菓福祉専門学校の介護福祉学科を太田アカデミー運営の太田医療技術専門学校に移設。
- 2017年 - 足利製菓福祉専門学校が足利製菓専門学校に校名変更。
- 2018年 - 足利デザイン・ビューティ専門学校のトータルビューティ科[3]、クリエイティブデザイン科[4]、足利製菓専門学校のパティシエ科が職業実践専門課程に認定。
- 2019年
  - 足利デザイン・ビューティ専門学校にブライダル・ウェディング科[5]新設。
  - 足利製菓専門学校に調理製菓科新設、高等教育専修支援制度対象校認定。

## 設置校
- 足利デザイン・ビューティ専門学校
- 足利製菓専門学校
- 足利しらゆり幼稚園